# Queira (Ares)
Queira (en gallego y oficialmente, A Queira) es una aldea española situada en la parroquia de Cervás, del municipio de Ares, en la provincia de La Coruña, Galicia.

## Demografía
| Gráfica de evolución demográfica de Queira entre 2000 y 2018 |
|                                                              |
| Datos según el nomenclátor publicado por el INE.             |